# Gazzo Veronese
Gazzo Veronese – miejscowość i gmina we Włoszech, w regionie Wenecja Euganejska, w prowincji Werona.
Według danych na rok 2004 gminę zamieszkiwało 5490 osób, 98 os./km².